# Eduard Heine
Heinrich Eduard Heine (15. března 1821 – 21. října, 1881) byl německý matematik. Narodil se v Berlíně, vešel ve známost díky svým výsledkům v oblasti speciálních funkcí a matematické analýzy. Zemřel v Halle.
Navštěvoval gymnázium v Berlíně a poté studoval matematiku, fyziku, chemii, mineralogii, filozofii a archeologii na univerzitách v Göttingenu, Berlíně a Königsbergu (dnes Kaliningrad). V roce 1842 byl v Berlíně promován.